# クー・フーリン

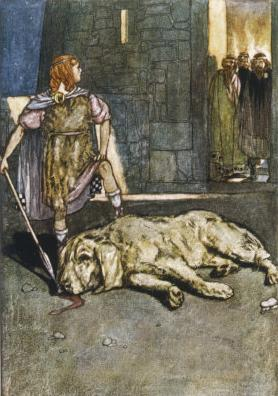
クランの猛犬を倒す少年時代のクー・フーリン, Stephen Reid,1904

クー・フーリン（アイルランド語: Cú Chulainn）は、ケルト神話の半神半人の英雄。クー・フラン、クー・フリン、ク・ホリン、クー・ハラン、クークリン、クー・クラン、キュクレインとも。
父は太陽神ルーもしくはスアルタム、母はコンホヴァル王の妹デヒティネ（Deichtine）。 幼名はセタンタ（Sétanta）。
御者ロイグが駆る、愛馬マハの灰色（Liath macha）とサングレンの黒毛（Dub Sainglenn）の二頭立ての戦車に乗る。髪は百本の宝石の糸で飾られ、胸には百個の金のブローチを付け、左右の目には7つの宝玉が輝く美しい容貌だが、戦意が高まり興奮が頂点に達すると「ねじれの発作」を起こし、怪物のようになる。身体は皮膚の下で回転し、髪の毛は頭から逆立ち、1つの眼は頭にのめり込み、もう1つの眼は頬に突き出る。筋肉は巨大に膨れ上がり、英雄の光を頭から発する。ある時には大きな唸り声をあげ、土着の精霊のすべてが彼と一緒に怒号し、コナハトの戦士を恐怖に陥らせたという。ケルトの英雄クー・フーリンにはペルシャの英雄ロスタム、ギリシャの英雄ヘーラクレース、ドイツの英雄ヒルデブラントと類似点があることから、インド・ヨーロッパ起源であることが示唆されている。

## 説話

### 少年時代
コノア王が鍛冶屋のクランの館に招かれた際、セタンタにも声を掛けるが、セタンタはハーリングの最中であったので終わってから行くと答えた。しかし、王がそれを伝え忘れたために、館にはクランの番犬が放たれてしまう。そうと知らずに館に一人でやって来たセタンタはこの番犬に襲われるが、たった一人で番犬を絞め殺してしまう。猛犬として名高い自慢の番犬を失い嘆くクランに、セタンタは自分がこの犬の仔を育て、さらにその仔が育つまで番犬としてクランの家を守ると申し出た（また、この時のことをきっかけに「決して犬の肉は食べない」と言うゲッシュ（禁忌）を立てた）。この事件をきっかけに、セタンタはクー・フーリン（クランの犬）と呼ばれるようになる。

### 青年時代

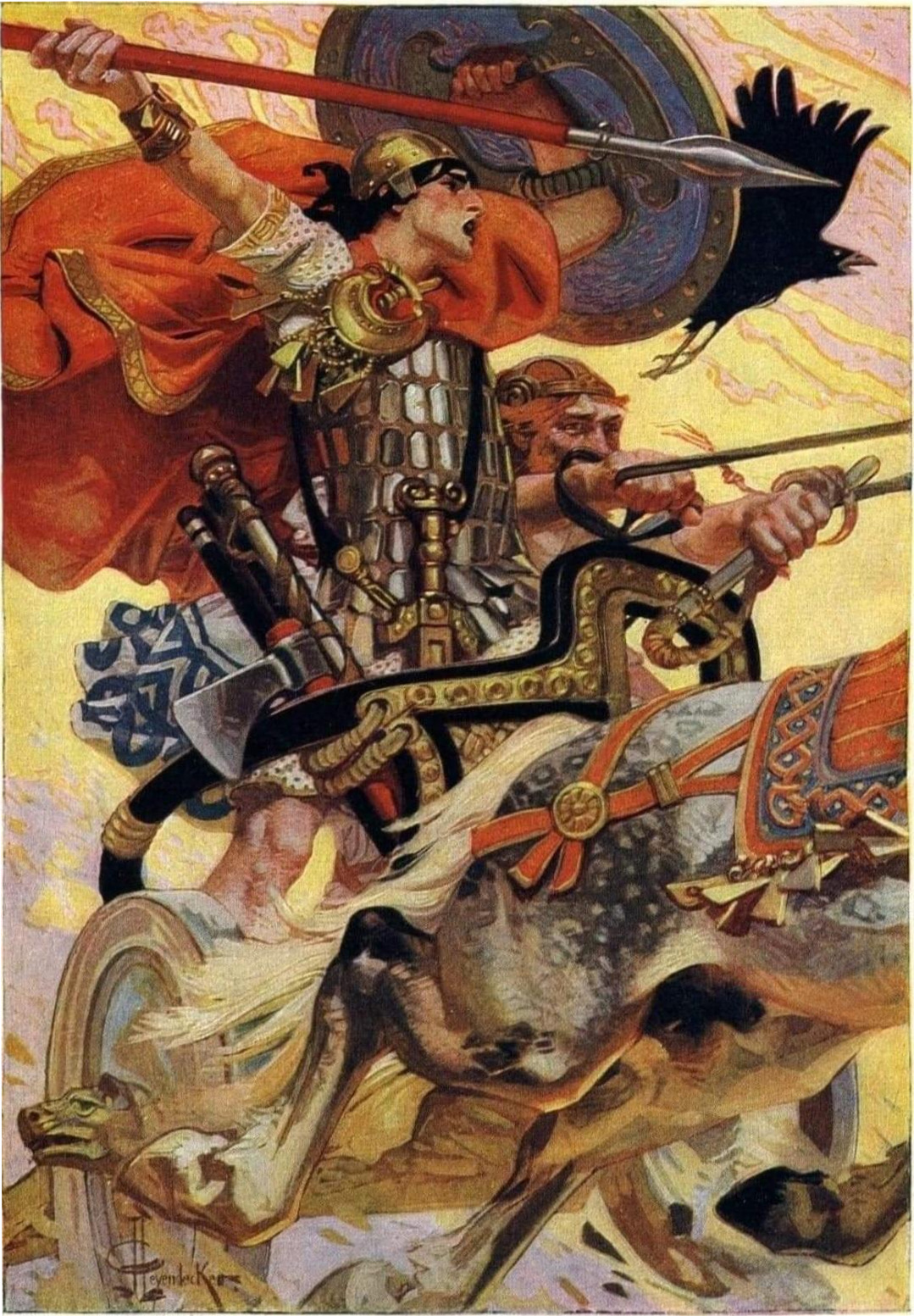
"チャリオットに乗り戦いに挑むクー・フーリン", J. C. Leyendecker in T. W. Rolleston's ケルト人の神話と伝説, 1911年

ある日のこと、クー・フーリンはドルイドのカスバドが、今日騎士になるものはエリンに長く伝えられる英雄となるが、その生涯は短いものとなるという予言をしたのを聞き、騎士となるべく王の元へと向かった。騎士になるにはまだ早いと渋る王に対して、クー・フーリンは槍をへし折り、剣をへし曲げ、チャリオットを踏み壊して自身の力を見せつける。観念した王はクー・フーリンが騎士になるのを許し、彼の力にも耐えられる武器とチャリオットを与えた。
クー・フーリンは、フォルガルの娘エメルに求婚するが断られたため、影の国を訪れ女武芸者スカアハの下で修行を行う。この時共に修行を行った仲間に、コノートのフェルディアがおり、彼とクー・フーリンは親友、そして義兄弟となる。
修行中、影の国ではスカアハと対立するオイフェ（一説には双子の姉妹）との間に戦争が起こった。スカアハはクー・フーリンが戦場に出ることのないように睡眠薬を与えるが、クー・フーリンには効き目が薄く彼を止めることができなかった。戦いは膠着し、オイフェは一騎討ちで決着を付けようとするがスカアハは負傷していたため、代わりにクー・フーリンがオイフェと一騎討ちを行い、屈服させて生け捕りにした（これによってオイフェはクー・フーリンの妻にされ、後に息子であるコンラを授かるが、クー・フーリンはこれを知らなかった）。
スカアハの下には彼以外にも修行を行う仲間がいたが、その中でただ一人ゲイボルグを授かる。その後、帰国したクー・フーリンだが、フォルガルはエメルとの結婚を許さなかったので、フォルガルを打倒してエメルを娶った。
クーリーの牛争いに端を発するコノートの女王メイヴとの戦いで、止むを得なかったとはいえ、修業時代の親友フェルディアをゲイボルグで殺してしまい、後に彼を訪ねてきた息子コンラもやはりゲイボルグで殺してしまう（これはコンラの存在を知らなかった為と、コンラ自身がゲッシュによって名乗らなかった為）。その後再び攻めてきたメイヴ率いる軍を迎え撃つ際にゲッシュを破ってしまい（一説ではオイフェらの策略によって次々と破らされたとも）、半身が痺れてしまうが構わず出撃する。その結果、敵に奪われたゲイボルグに貫かれて命を落とすが、その際、こぼれ落ちた内臓を水で洗って腹におさめ、石柱に己の体を縛りつけ、最後まで倒れることがなかったという。
クー・フーリンはその短い生涯において幾多の武勲を建てたものの、そのほとんどで自ら戦いを望まなかった。人々を窮地から救うため、あるいは友や自分たちの名誉を守るため、義侠心からやむにやまれぬ戦いに挑んだ。武人としての名誉と節度を重んじ、女を手に掛けることがなかった。

### 外見
クー・フーリンの外見は、『レンスターの書』などの古い写本では「背が小さく、ヒゲも生えていないくらい若い」と表現されている。髪色は黒髪、または金髪と表現されることが多い。また大変美しい容貌であり、クーリーの牛争いでは、戦闘での悪鬼のごとき姿を忘れさせるため、コノートの人々に自らの美しさを見せつけるエピソードがある。苗木のように細い身体と例えられることもある。

生き残った軍勢の目の前にあらわれた、スアルダウの息子クー・フーリンの勇姿はまことに華麗であった。頭髪の色は三層に染め分けられていた。頭皮に近い根元は黒く、中程は血赤、毛先は黄色で、金の王冠さながらの形に結い上げた髪は襟足で三つ編みにまとめられ、たくみに櫛を入れた幾筋かの細長い巻き毛や、金色に輝く何本かの房毛とともに肩まで垂れていた。うなじには紫金の巻き毛が百筋ほど輝いていた。琥珀のビーズをちりばめた百本の飾り紐が、頭髪全体に彩りを添えていた。左右の頬には各々四つずつえくぼができた――黄色、緑、青、紫のえくぼだった。王者の威厳を放つ左右の目には、各々七つの宝玉がまばゆく光っていた。左右の足先には指が七本ずつ、両手にも指が七本あり、各々の先端から生えた爪――あるいはかぎ爪――には、鷹や鷲獅子に匹敵する強い握力があった。
—キアラン・カーソン,『トーイン クアルンゲの牛捕り』,  P153～154

### 持ち物

#### 槍
スカサハに、あるいは説話によってはアイフェに授かったとされる超自然的な槍。
他に「ドゥヴシェフ」という名の槍も持つ。

#### 剣
『クーリーの牛争い』ではフェルグス・マク・ロイヒがカラドボルグで丘の頂を3回薙ぎ払った後、クー・フーリンが同様に丘の頂を3回薙ぎ払う場面がある。写本によってはこの時クー・フーリンが使った剣をクルージーンであるとするものがある。

#### 盾
法文章を中心に編纂された ダブリン大学トリニティカレッジ図書館写本 1336 に所収された説話『クー・フーリンの盾』 ("Sciath Con Culainn") には、彼が Duban という名の盾を手に入れた顛末が記されている。
クー・フーリンに盾の制作を依頼された職人は、とある事情がありこれを拒否せざるをえなかった。
クー・フーリンは「盾を制作しなければお前の命は無い物と思え」と職人を脅迫したが、職人は自身がコンホヴァル王の庇護下にあると主張し、態度を変えなかった。
しかしクー・フーリンは聞く耳を持たず「コンホヴァル王に保護を求めようがそれでも職人を殺す」との言葉を残し、去っていった。
職人は頭を抱えてしまった。盾には所有者固有の彫刻を施す法律がアルスターには定められており、彼はこれ以上の図像のアイデアが浮かばなかったのである。ところがそこに、職人に同情的な Dubdetba という超自然的人物が現れ、図像の案を提供した。彼の助力を得てクーフーリンの盾 Duban はめでたく完成した。
"Scéla Conchobair"はクーフーリンの盾の名を Fuban であるとするが、ストークスによればこれは Duban の筆写ミスの可能性もある。

#### その他の持ち物
フェルディアとの1日目の戦いは、フェルディアが「スカサハ、ウアサ、アイフェ相手に試せなかった武器はどうだ？」と提案したことから「8つの小さなダーツ、セイウチの歯の装飾が施された8本の直刀、8本の小さい象牙の槍」といったさまざまな種類の武器で戦った。正午から夕方までの武器はクー・フーリンの提案で「投げ槍と強固な亜麻の紐がついた槍」、2日目は「よく鍛えられた槍」、最終日は「一撃が強烈な重たい剣」で戦った。

##### 「空幻魔杖」
フェルグス・マク・ロイヒが語った、少年時代のクー・フーリンの武勇伝に登場する槍。相手は「逃げ上手」という意味の名を持ち、御者によればその名のとおりだというトゥアヘルだったが、クー・フーリンはこの槍を投げつけ、相手を立ったまま引き裂き死亡させた。
ちなみに訳者の注によれば、『デル・フリス。「妙技を見せる投げ矢」、または「早業の杖」を意味する。』とのことだが、「空幻魔杖」という単語は前述の2つの言葉の意味からは飛躍しており、訳者である栩木伸明の独自の翻訳だと思われる。

##### 「隠れ蓑」
ティール・タリンギレ（約束の土地）産の生地でこしらえたマント。養父からの贈り物。
この他にもクー・フーリンは「喋る剣」を所持していたとの説もあり、彼が多彩な武器を操って戦う戦士であったことが分かる。

##### 「投石器」
ケルトでは遠距離武器として投げ槍と並びよく使われる。

## 政治的利用

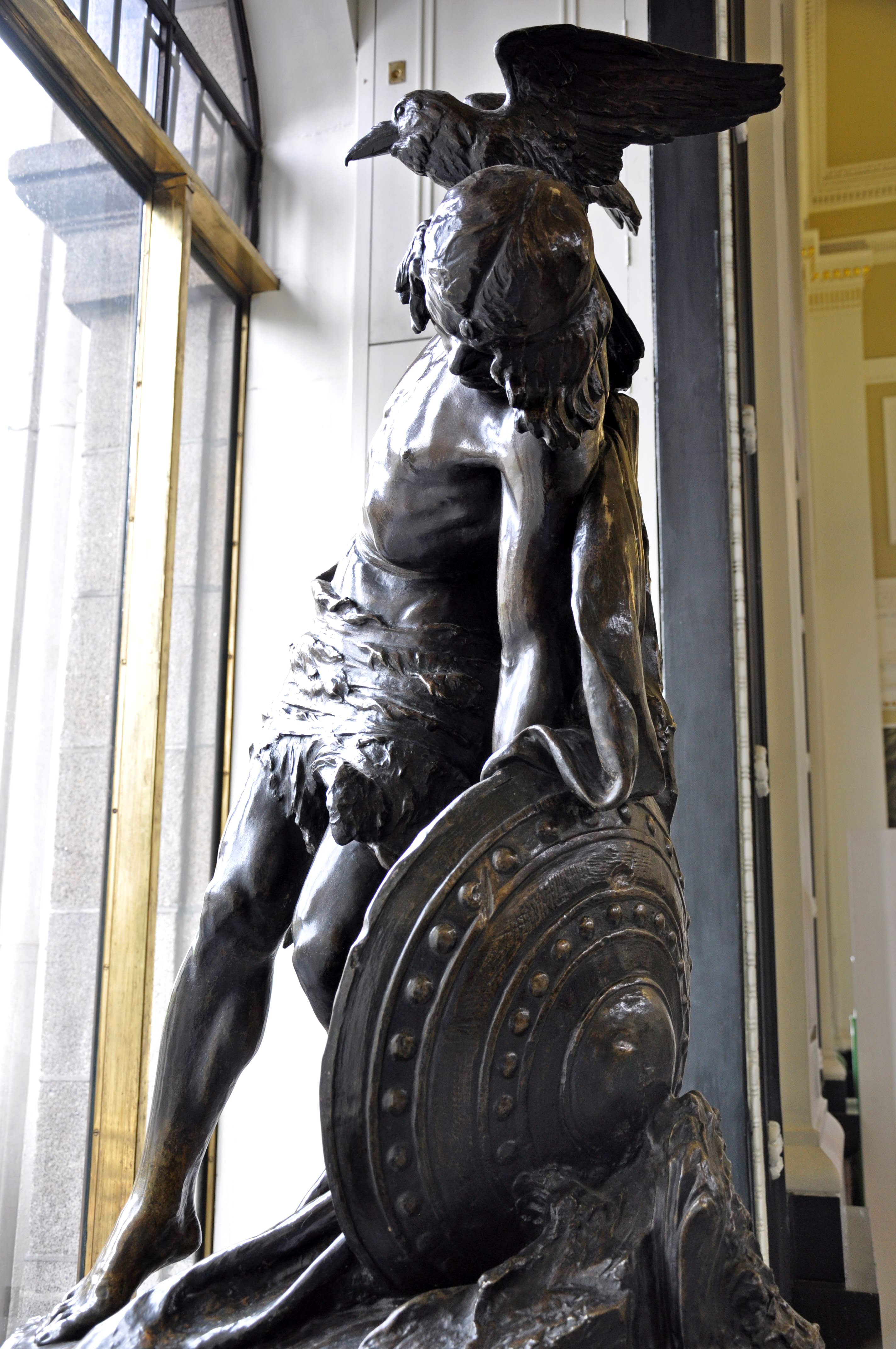
アイルランド民族主義からの利用例、「死に瀕したクー・フーリン」像。

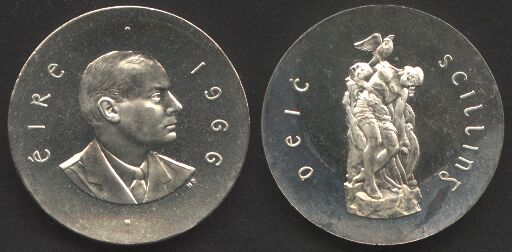
パトリック・ピアースとクー・フーリンがデザインされた10シリングコイン。1966年発行。

イギリスからの独立を主張するアイルランド民族主義とイギリスとの連合を主張する連合主義、対立する両主義は共に政治的シンボルとしてクー・フーリンを掲げている。
イースター蜂起の指導者の一人、パトリック・ピアースはクー・フーリンを敬愛していたことでも知られている。彼は18歳のころ、クー・フーリンについて以下のように語っている。

もしクーフーリンの物語がヨーロッパのものになっていたならば、ヨーロッパ文学はどんなに豊かなものになっていたことだろう。クーフーリンの物語は世界最高の叙事詩だと思う。完成度においては最高とはいえないが、それでも繰り返していおう、最高の叙事詩だ。ギリシャの物語よりも優れている。ギリシャ悲劇よりも哀れを誘い、しかも同時に精神を昂揚させる。それはクーフーリンの物語が罪なき神による人間の贖罪を象徴しているからだ。原罪の呪いがひとつの民族にかけられる。一人の罪が民族の玄関に運命をもたらす。母の血はその民族につながるが、父は神なる若者はみずからは呪いにかけられていない。若者は勇気によって民族を贖うが、そのために彼は死なねばならぬ。キリスト磔刑の再話のようだ。それとも予言か？
—(小辻 1998, p. 85-86, 『ケルト的ケルト考』)

また、彼が29歳の時に設立した聖エンダ校の校内には、「もしわたしの名声と行動が後世に生き残るならば、わたしは一昼夜しか生きなくてもかまわない」という幼きクー・フーリンの言葉を刻んだフレスコ画が飾られていたという。ピアースはこのほかにも、クー・フーリンなどをテーマにした２つの歴史野外劇も執筆しており、彼の人生においてクー・フーリンが与えた影響は計り知れない。
クー・フーリンやフィン・マックールの物語は、アイルランドの小学校で教えられるカリキュラムに含まれており、共和国と北アイルランドの双方で教えられている。

## クー・フーリンが登場する作品
- ケルト神話 炎の戦士クーフリン 著者:ローズマリー・サトクリフ 訳者:灰島かり 出版:ほるぷ出版 ISBN 4593533821
- ケルト・ファンタジィ―英雄の恋 著者:井村君江 挿絵:天野喜孝 出版:ANZ堂 ISBN 4816412395
- 大航海時代Online クエストのストーリーで登場する。
- Fate/stay night 召喚される英霊の一人として登場する。
- ドルイドの歌 著者:O・R・メリング 訳者:井辻朱美 出版:講談社 ISBN 4062084732
- 妖精事件 著者:高河ゆん 出版:講談社
- 妖精王 著者:山岸凉子 出版:白泉社
- THE OXFORD COMPANION TO IRISH LITERATURE 著者:Robert Welch 出版:CLARENDON PRESS OXFORD ISBN 0198661584
- リヴィエラを撃て著者:高村薫　出版:新潮社
- The sickbed of Cuchulainn アーティスト:ポーグス
- ザ・モリガンズ・コール 〜森の宴への誘い　アーティスト：クルアチャン
- 英雄*戦姫
- 女神転生シリーズ
- パズル&ドラゴンズ　モンスターとして登場する。
- モンスターストライク　モンスターとして登場する。
- ブレイブリーセカンド　半人半馬の姿で登場する。
- 乖離性ミリオンアーサー　クーホリンの名で登場する。